# Glendale, West Virginia
Glendale är en ort i Marshall County i delstaten West Virginia, USA.